# North Las Vegas
North Las Vegas ist eine Stadt im Clark County im US-Bundesstaat Nevada. Das U.S. Census Bureau hat bei der Volkszählung 2020 eine Einwohnerzahl von 262.527 ermittelt.
Die Stadt liegt unmittelbar im Großraum Las Vegas und gehört somit zur Metropolregion Las Vegas, in der über 2 Millionen Menschen leben. North Las Vegas gehört momentan, ebenso wie Las Vegas selbst, zu den am schnellsten wachsenden Großstädten in den USA. Die Bevölkerung von North Las Vegas hat sich zwischen 1980 und 2020 mehr als versechsfacht.
Bei der Stadt liegt auch die Nellis Air Force Base und der North Las Vegas Airport.
Der Sky Haven Airport besteht seit dem 1. Dezember 1941. Die Stadt wurde am 16. Mai 1946 amtlich eingetragen.

## Einwohnerentwicklung
| Jahr      | 1980   | 1990   | 2000    | 2010    | 2020    |
| Einwohner | 42.739 | 47.849 | 115.488 | 216.961 | 262.527 |

## Partnerschaften
North Las Vegas unterhält seit 2015 eine Partnerschaft mit dem Stadtbezirk Jiangbei der Stadt Chongqing, Volksrepublik China.

## Söhne und Töchter der Stadt
- Zach Collins (* 1997), Basketballspieler